# Боковая полоса частот
Боковая полоса частот — дополнительная полоса частот, возникающих при модуляции несущего колебания.
При амплитудной модуляции возникают две полосы боковых частот — верхняя (ВБП) и нижняя (НБП). ВБП представляет собой спектр сумм несущей частоты и частотного спектра модулирующего сигнала, НБП — спектр их разностей.
Например: несущая частота 1000 кГц промодулирована синусоидальным сигналом с частотой 1 кГц. ВБП при этом будет представлена одной частотой 1000 + 1 = 1001 кГц, НБП — 1000 − 1 = 999 кГц.
Именно в боковых полосах частот передаётся информация. Ширина боковой полосы зависит от ширины спектра передаваемого сигнала. Для служебной радиотелефонной связи обычно достаточно 2,4...3 кГц, для радиовещания — 10 кГц, для телевидения — 6 МГц.
Во избежание помех несущие частоты различных передающих станций должны отстоять друг от друга на расстоянии большем, чем сумма боковых полос.
При традиционной амплитудной модуляции передаются обе боковых полосы: и верхняя, и нижняя. В радиолюбительской связи одна из полос обычно подавляется (так называемая однополосная модуляция или SSB). Также существует система AM-стереовещания, при которой в каждой из боковых полос передаётся один из стереоканалов.